# 独龙楼梯草
独龙楼梯草（学名：Elatostema dulongense）为荨麻科楼梯草属的植物，为中国的特有植物。分布于中国大陆的云南等地，生长于海拔1,350米的地区，多生于山谷常绿阔叶林中，目前尚未由人工引种栽培。